# Daniella Alonso
Daniella Alonso (Nueva York, 22 de septiembre de 1978) es una actriz y modelo estadounidense, conocida por actuar en series de televisión como Revolution como Nora Clayton y Friday Night Lights como Carlotta Alonso. También es conocida por su participación en la serie One Tree Hill y por sus papeles protagónicos en las películas The Hills Have Eyes 2 y Wrong Turn 2: Dead End. Alonso protagonizó en la primera temporada la serie The Night Shift como la doctora Landry de la Cruz. También apareció en la primera temporada de Animal Kingdom, el drama criminal emitido en 2016 por TNT, y en 2019 Alonso comenzó a interpretar a Cristal Jennings en la tercera temporada de la serie de televisión, Dynasty, sustituyendo a la actriz mexicana Ana Brenda Contreras.

## Biografía
Nacida en la ciudad de Nueva York, de madre puertorriqueña y de padre peruano, con ascendencia quechua y japonesa. Ha participado en karate, siendo cinturón verde de cuarto nivel. Ella ama a los animales y apoya a PETA, posando en una campaña publicitaria de 2013 que pedía a los consumidores que usaran cuero sintético.
Fue descubierta por la Ford Modeling Agency, donde comenzó a sobresalir en trabajos para revistas juveniles como Seventeen, YM y Teen, lo que la llevó a aparecer en comerciales para Clairol, Cover girl, Clean and Clear, Kmart, Target, Footlocker, Volkswagen, entre otros. También ha realizado más de treinta comerciales nacionales y aproximadamente más de 20 anuncios en el mercado español.
En 2015, Alonso protagonizó dos películas: la primera fue Re-Kill, una película de terror; y la taquillera comedia Paul Blart: Mall Cop 2, junto a Kevin James.
En 2016, Alonso protagonizó la primera temporada de la serie policíaca de TNT Animal Kingdom. Al año siguiente, fue a protagonizar el piloto dramático de ABC Las Reinas, pero no fue elegido para la serie.
Más tarde, Alonso tuvo papeles recurrentes en Criminal Minds y The Resident. En 2019, se unió al reparto de la telenovela de máxima audiencia de The CW Dinastía sustituyendo a Ana Brenda Contreras en el papel de Cristal Jennings.

## Filmografía

### Cine
| Año  | Título                        | Rol              | Notas |
| ---- | ----------------------------- | ---------------- | ----- |
| 1997 | Academy Boyz                  | Lisa             |       |
| 2001 | Black Knight                  | June             |       |
| 2003 | Rhythm of the Saints          | Rena             |       |
| 2006 | The Last Romantic             |                  |       |
| 2006 | All You've Got                | Rada Kincaid     |       |
| 2006 | Hood of Horror                | Posie            |       |
| 2007 | The Hills Have Eyes 2         | Missy            |       |
| 2007 | Wrong Turn 2: Dead End        | Amber            |       |
| 2007 | A Poor Kid's Guide to Success | Nicole           |       |
| 2009 | Love 10 to 1                  | Cali             |       |
| 2009 | Love Song                     | Cali             | Corto |
| 2009 | We Were Once a Fairytale      |                  | Corto |
| 2009 | The Collector                 | Lisa             |       |
| 2013 | The Mulberry Tree             | Maria Ramirez    |       |
| 2015 | Re-Kill                       | Matthews         |       |
| 2015 | Paul Blart: Mall Cop 2        | Divina Martinez  |       |
| 2016 | Lawless Range                 | Claudia Donnelly |       |
| 2018 | Maybe I'm Fine                | Sage             |       |
| 2020 | Anderson Falls                |                  |       |
| 2020 | Isolated Victim               | Liliana Santana  |       |